# Søby Volde
Søby Volde er et velbevaret voldsted fra 1100-tallet, nord for  Søbygaard og 5 km syd for Søby på Ærø, som formodentlig blev etableret af  Kong Niels der regerede  fra 1104-1134, som værn mod den tyske ekspansion i Østersøen. Flere vendiske angreb på den danske befolkning gjorde denne type borge nødvendige. 

## Borgen
Borgen fungerede i ca. 150 år, men mistede sin betydning inden udgangen af det 13. århundrede og gik hurtigt i forfald. Selve voldanlægget er stadig meget velbevaret, og voldens toppunkt er 36 meter over havets overflade. Voldanlæggeter delt i tre dele, som består af en hovedbanke med et nærmest trapezformet omrids, forsynet med en randvold, af en dobbelt halsgrav med en mellemliggende, spids vold nord for hovedbanken og forborg med noget, der kan ligne en halvcirkelformet randvold nordligst i anlægget. 

## Omgivelserne
Sydøst for voldstedet ligger herregårdsanlægget Søbygaard på slotsbanken og Ladegårdsbanken, to kunstige, stenomsatte banker, der er opbygget i 1500-tallet i en naturlig lavning. Lavningen har da været sø, mose og vandgrave, og bankerne har som nu været forbundet med en bro. 
Vest for voldstedet ligger Vitsø Nor som omkring 1100 var en regulær fjord. Mellem Søbyvolde og og bunden af Vitsø Nor er der ved udgravninger i 1978 og 2004 fundet spor af en middelalderlig bebyggelse som viser, at der i 1100-tallet var handel og håndværkere på stedet. 
Nord for voldstedet ligger Vester Mølle som er en hollandsk vindmølle, opført i 1824 som erstatning for 2 ældre stubmøller.

## Naturfredning
Hele området omkring Søby Volde, Søbygård og Vitsø Nor, i alt  226 hektar, blev fredet i  1994